# Puttolanselkä
Puttolanselkä är en sjö (eller en del av sjön Jääsjärvi) i Finland. Den ligger i kommunen Joutsa i landskapet Mellersta Finland i Finland, i den södra delen av landet, 190 km norr om huvudstaden Helsingfors. 
Trakten ingår i den boreala klimatzonen. Årsmedeltemperaturen i trakten är 0 °C. Den varmaste månaden är juli, då medeltemperaturen är 17 °C, och den kallaste är december, med −11 °C.